# Élections américaines de la Chambre des représentants de 2016
En 2016, les élections à la Chambre des représentants des États-Unis ont lieu le 8 novembre pour renouveler 435 sièges. Par rapport au 114e congrès, les démocrates réduisent la majorité républicaine de 5 sièges, à 242 mandats contre 192.
Les lauréats de cette élection siègent au 115e congrès, les sièges étant répartis entre les États sur la base du recensement des États-Unis de 2010. Le républicain Paul Ryan a été réélu président de la Chambre des représentants des États-Unis. La démocrate Nancy Pelosi  continue à diriger son parti en tant que chef de la minorité.
Ces élections se déroulent en même temps que des élections de gouverneurs, des élections sénatoriales et l'élection présidentielle de Donald Trump.

## Résultats par district
| État                 | District cong.    | Représentant sortant     | Parti | Parti       | Représentant élu         | Parti | Parti       |
| -------------------- | ----------------- | ------------------------ | ----- | ----------- | ------------------------ | ----- | ----------- |
| Alabama              | 1er district      | Bradley Byrne            |       | Républicain | Bradley Byrne            |       | Républicain |
| Alabama              | 2e district       | Martha Roby              |       | Républicain | Martha Roby              |       | Républicain |
| Alabama              | 3e district       | Mike Rogers              |       | Républicain | Mike Rogers              |       | Républicain |
| Alabama              | 4e district       | Robert Aderholt          |       | Républicain | Robert Aderholt          |       | Républicain |
| Alabama              | 5e district       | Mo Brooks                |       | Républicain | Mo Brooks                |       | Républicain |
| Alabama              | 6e district       | Gary Palmer              |       | Républicain | Gary Palmer              |       | Républicain |
| Alabama              | 7e district       | Terri Sewell             |       | Démocrate   | Terri Sewell             |       | Démocrate   |
| Alaska               | District at-large | Don Young                |       | Républicain | Don Young                |       | Républicain |
| Arizona              | 1er district      | Ann Kirkpatrick          |       | Démocrate   | Tom O'Halleran           |       | Démocrate   |
| Arizona              | 2e district       | Martha McSally           |       | Républicain | Martha McSally           |       | Républicain |
| Arizona              | 3e district       | Raúl Grijalva            |       | Démocrate   | Raúl Grijalva            |       | Démocrate   |
| Arizona              | 4e district       | Paul Gosar               |       | Républicain | Paul Gosar               |       | Républicain |
| Arizona              | 5e district       | Matt Salmon              |       | Républicain | Andy Biggs               |       | Républicain |
| Arizona              | 6e district       | David Schweikert         |       | Républicain | David Schweikert         |       | Républicain |
| Arizona              | 7e district       | Ruben Gallego            |       | Démocrate   | Ruben Gallego            |       | Démocrate   |
| Arizona              | 8e district       | Trent Franks             |       | Républicain | Trent Franks             |       | Républicain |
| Arizona              | 9e district       | Kyrsten Sinema           |       | Démocrate   | Kyrsten Sinema           |       | Démocrate   |
| Arkansas             | 1er district      | Rick Crawford            |       | Républicain | Rick Crawford            |       | Républicain |
| Arkansas             | 2e district       | French Hill              |       | Républicain | French Hill              |       | Républicain |
| Arkansas             | 3e district       | Steve Womack             |       | Républicain | Steve Womack             |       | Républicain |
| Arkansas             | 4e district       | Bruce Westerman          |       | Républicain | Bruce Westerman          |       | Républicain |
| Californie           | 1er district      | Doug LaMalfa             |       | Républicain | Doug LaMalfa             |       | Républicain |
| Californie           | 2e district       | Jared Huffman            |       | Démocrate   | Jared Huffman            |       | Démocrate   |
| Californie           | 3e district       | John Garamendi           |       | Démocrate   | John Garamendi           |       | Démocrate   |
| Californie           | 4e district       | Tom McClintock           |       | Républicain | Tom McClintock           |       | Républicain |
| Californie           | 5e district       | Mike Thompson            |       | Démocrate   | Mike Thompson            |       | Démocrate   |
| Californie           | 6e district       | Doris Matsui             |       | Démocrate   | Doris Matsui             |       | Démocrate   |
| Californie           | 7e district       | Ami Bera                 |       | Démocrate   | Ami Bera                 |       | Démocrate   |
| Californie           | 8e district       | Paul Cook                |       | Républicain | Paul Cook                |       | Républicain |
| Californie           | 9e district       | Jerry McNerney           |       | Démocrate   | Jerry McNerney           |       | Démocrate   |
| Californie           | 10e district      | Jeff Denham              |       | Républicain | Jeff Denham              |       | Républicain |
| Californie           | 11e district      | Mark DeSaulnier          |       | Démocrate   | Mark DeSaulnier          |       | Démocrate   |
| Californie           | 12e district      | Nancy Pelosi             |       | Démocrate   | Nancy Pelosi             |       | Démocrate   |
| Californie           | 13e district      | Barbara Lee              |       | Démocrate   | Barbara Lee              |       | Démocrate   |
| Californie           | 14e district      | Jackie Speier            |       | Démocrate   | Jackie Speier            |       | Démocrate   |
| Californie           | 15e district      | Eric Swalwell            |       | Démocrate   | Eric Swalwell            |       | Démocrate   |
| Californie           | 16e district      | Jim Costa                |       | Démocrate   | Jim Costa                |       | Démocrate   |
| Californie           | 17e district      | Mike Honda               |       | Démocrate   | Ro Khanna                |       | Démocrate   |
| Californie           | 18e district      | Anna Eshoo               |       | Démocrate   | Anna Eshoo               |       | Démocrate   |
| Californie           | 19e district      | Zoe Lofgren              |       | Démocrate   | Zoe Lofgren              |       | Démocrate   |
| Californie           | 20e district      | Sam Farr                 |       | Démocrate   | Jimmy Panetta            |       | Démocrate   |
| Californie           | 21e district      | David Valadao            |       | Républicain | David Valadao            |       | Républicain |
| Californie           | 22e district      | Devin Nunes              |       | Républicain | Devin Nunes              |       | Républicain |
| Californie           | 23e district      | Kevin McCarthy           |       | Républicain | Kevin McCarthy           |       | Républicain |
| Californie           | 24e district      | Lois Capps               |       | Démocrate   | Salud Carbajal           |       | Démocrate   |
| Californie           | 25e district      | Steve Knight             |       | Républicain | Steve Knight             |       | Républicain |
| Californie           | 26e district      | Julia Brownley           |       | Démocrate   | Julia Brownley           |       | Démocrate   |
| Californie           | 27e district      | Judy Chu                 |       | Démocrate   | Judy Chu                 |       | Démocrate   |
| Californie           | 28e district      | Adam Schiff              |       | Démocrate   | Adam Schiff              |       | Démocrate   |
| Californie           | 29e district      | Tony Cardenas            |       | Démocrate   | Tony Cardenas            |       | Démocrate   |
| Californie           | 30e district      | Brad Sherman             |       | Démocrate   | Brad Sherman             |       | Démocrate   |
| Californie           | 31e district      | Pete Aguilar             |       | Démocrate   | Pete Aguilar             |       | Démocrate   |
| Californie           | 32e district      | Grace Napolitano         |       | Démocrate   | Grace Napolitano         |       | Démocrate   |
| Californie           | 33e district      | Ted Lieu                 |       | Démocrate   | Ted Lieu                 |       | Démocrate   |
| Californie           | 34e district      | Xavier Becerra           |       | Démocrate   | Xavier Becerra           |       | Démocrate   |
| Californie           | 35e district      | Norma Torres             |       | Démocrate   | Norma Torres             |       | Démocrate   |
| Californie           | 36e district      | Raul Ruiz                |       | Démocrate   | Raul Ruiz                |       | Démocrate   |
| Californie           | 37e district      | Karen Bass               |       | Démocrate   | Karen Bass               |       | Démocrate   |
| Californie           | 38e district      | Linda Sánchez            |       | Démocrate   | Linda Sánchez            |       | Démocrate   |
| Californie           | 39e district      | Ed Royce                 |       | Républicain | Ed Royce                 |       | Républicain |
| Californie           | 40e district      | Lucille Roybal-Allard    |       | Démocrate   | Lucille Roybal-Allard    |       | Démocrate   |
| Californie           | 41e district      | Mark Takano              |       | Démocrate   | Mark Takano              |       | Démocrate   |
| Californie           | 42e district      | Ken Calvert              |       | Républicain | Ken Calvert              |       | Républicain |
| Californie           | 43e district      | Maxine Waters            |       | Démocrate   | Maxine Waters            |       | Démocrate   |
| Californie           | 44e district      | Janice Hahn              |       | Démocrate   | Nanette Barragán         |       | Démocrate   |
| Californie           | 45e district      | Mimi Walters             |       | Républicain | Mimi Walters             |       | Républicain |
| Californie           | 46e district      | Loretta Sánchez          |       | Démocrate   | Lou Correa               |       | Démocrate   |
| Californie           | 47e district      | Alan Lowenthal           |       | Démocrate   | Alan Lowenthal           |       | Démocrate   |
| Californie           | 48e district      | Dana Rohrabacher         |       | Républicain | Dana Rohrabacher         |       | Républicain |
| Californie           | 49e district      | Darrell Issa             |       | Républicain | Darrell Issa             |       | Républicain |
| Californie           | 50e district      | Duncan D. Hunter         |       | Républicain | Duncan D. Hunter         |       | Républicain |
| Californie           | 51e district      | Juan Vargas              |       | Démocrate   | Juan Vargas              |       | Démocrate   |
| Californie           | 52e district      | Scott Peters             |       | Démocrate   | Scott Peters             |       | Démocrate   |
| Californie           | 53e district      | Susan Davis              |       | Démocrate   | Susan Davis              |       | Démocrate   |
| Caroline du Nord     | 1er district      | G. K. Butterfield        |       | Démocrate   | G. K. Butterfield        |       | Démocrate   |
| Caroline du Nord     | 2e district       | Renee Ellmers            |       | Républicain | George Holding           |       | Républicain |
| Caroline du Nord     | 3e district       | Walter Jones             |       | Républicain | Walter Jones             |       | Républicain |
| Caroline du Nord     | 4e district       | David Price              |       | Démocrate   | David Price              |       | Démocrate   |
| Caroline du Nord     | 5e district       | Virginia Foxx            |       | Républicain | Virginia Foxx            |       | Républicain |
| Caroline du Nord     | 6e district       | Mark Walker              |       | Républicain | Mark Walker              |       | Républicain |
| Caroline du Nord     | 7e district       | David Rouzer             |       | Républicain | David Rouzer             |       | Républicain |
| Caroline du Nord     | 8e district       | Richard Hudson           |       | Républicain | Richard Hudson           |       | Républicain |
| Caroline du Nord     | 9e district       | Robert Pittenger         |       | Républicain | Robert Pittenger         |       | Républicain |
| Caroline du Nord     | 10e district      | Patrick McHenry          |       | Républicain | Patrick McHenry          |       | Républicain |
| Caroline du Nord     | 11e district      | Mark Meadows             |       | Républicain | Mark Meadows             |       | Républicain |
| Caroline du Nord     | 12e district      | Alma Adams               |       | Démocrate   | Alma Adams               |       | Démocrate   |
| Caroline du Nord     | 13e district      | George Holding           |       | Républicain | Ted Budd                 |       | Républicain |
| Caroline du Sud      | 1er district      | Mark Sanford             |       | Républicain | Mark Sanford             |       | Républicain |
| Caroline du Sud      | 2e district       | Joe Wilson               |       | Républicain | Joe Wilson               |       | Républicain |
| Caroline du Sud      | 3e district       | Jeff Duncan              |       | Républicain | Jeff Duncan              |       | Républicain |
| Caroline du Sud      | 4e district       | Trey Gowdy               |       | Républicain | Trey Gowdy               |       | Républicain |
| Caroline du Sud      | 5e district       | Mick Mulvaney            |       | Républicain | Mick Mulvaney            |       | Républicain |
| Caroline du Sud      | 6e district       | Jim Clyburn              |       | Démocrate   | Jim Clyburn              |       | Démocrate   |
| Caroline du Sud      | 7e district       | Tom Rice                 |       | Républicain | Tom Rice                 |       | Républicain |
| Colorado             | 1er district      | Diana DeGette            |       | Démocrate   | Diana DeGette            |       | Démocrate   |
| Colorado             | 2e district       | Jared Polis              |       | Démocrate   | Jared Polis              |       | Démocrate   |
| Colorado             | 3e district       | Scott Tipton             |       | Républicain | Scott Tipton             |       | Républicain |
| Colorado             | 4e district       | Ken Buck                 |       | Républicain | Ken Buck                 |       | Républicain |
| Colorado             | 5e district       | Doug Lamborn             |       | Républicain | Doug Lamborn             |       | Républicain |
| Colorado             | 6e district       | Mike Coffman             |       | Républicain | Mike Coffman             |       | Républicain |
| Colorado             | 7e district       | Ed Perlmutter            |       | Démocrate   | Ed Perlmutter            |       | Démocrate   |
| Connecticut          | 1er district      | John Larson              |       | Démocrate   | John Larson              |       | Démocrate   |
| Connecticut          | 2e district       | Joe Courtney             |       | Démocrate   | Joe Courtney             |       | Démocrate   |
| Connecticut          | 3e district       | Rosa DeLauro             |       | Démocrate   | Rosa DeLauro             |       | Démocrate   |
| Connecticut          | 4e district       | Jim Himes                |       | Démocrate   | Jim Himes                |       | Démocrate   |
| Connecticut          | 5e district       | Elizabeth Esty           |       | Démocrate   | Elizabeth Esty           |       | Démocrate   |
| Dakota du Nord       | District at-large | Kevin Cramer             |       | Républicain | Kevin Cramer             |       | Républicain |
| Dakota du Sud        | District at-large | Kristi Noem              |       | Républicain | Kristi Noem              |       | Républicain |
| Delaware             | District at-large | John Carney              |       | Démocrate   | Lisa Blunt Rochester     |       | Démocrate   |
| Floride              | 1er district      | Jeff Miller              |       | Républicain | Matt Gaetz               |       | Républicain |
| Floride              | 2e district       | Gwen Graham              |       | Démocrate   | Neal Dunn                |       | Républicain |
| Floride              | 3e district       | Ted Yoho                 |       | Républicain | Ted Yoho                 |       | Républicain |
| Floride              | 4e district       | Ander Crenshaw           |       | Républicain | John Rutherford          |       | Républicain |
| Floride              | 5e district       | Corrine Brown            |       | Démocrate   | Al Lawson                |       | Démocrate   |
| Floride              | 6e district       | Ron DeSantis             |       | Républicain | Ron DeSantis             |       | Républicain |
| Floride              | 7e district       | John Mica                |       | Républicain | Stephanie Murphy         |       | Démocrate   |
| Floride              | 8e district       | Bill Posey               |       | Républicain | Bill Posey               |       | Républicain |
| Floride              | 9e district       | Alan Grayson             |       | Démocrate   | Darren Soto              |       | Démocrate   |
| Floride              | 10e district      | Dan Webster              |       | Républicain | Val Demings              |       | Démocrate   |
| Floride              | 11e district      | Rich Nugent              |       | Républicain | Dan Webster              |       | Républicain |
| Floride              | 12e district      | Gus Bilirakis            |       | Républicain | Gus Bilirakis            |       | Républicain |
| Floride              | 13e district      | David Jolly              |       | Républicain | Charlie Crist            |       | Démocrate   |
| Floride              | 14e district      | Kathy Castor             |       | Démocrate   | Kathy Castor             |       | Démocrate   |
| Floride              | 15e district      | Dennis Ross              |       | Républicain | Dennis Ross              |       | Républicain |
| Floride              | 16e district      | Vern Buchanan            |       | Républicain | Vern Buchanan            |       | Républicain |
| Floride              | 17e district      | Tom Rooney               |       | Républicain | Tom Rooney               |       | Républicain |
| Floride              | 18e district      | Patrick Murphy           |       | Démocrate   | Brian Mast               |       | Républicain |
| Floride              | 19e district      | Curt Clawson             |       | Républicain | Francis Rooney           |       | Républicain |
| Floride              | 20e district      | Alcee Hastings           |       | Démocrate   | Alcee Hastings           |       | Démocrate   |
| Floride              | 21e district      | Ted Deutch               |       | Démocrate   | Lois Frankel             |       | Démocrate   |
| Floride              | 22e district      | Lois Frankel             |       | Démocrate   | Ted Deutch               |       | Démocrate   |
| Floride              | 23e district      | Debbie Wasserman Schultz |       | Démocrate   | Debbie Wasserman Schultz |       | Démocrate   |
| Floride              | 24e district      | Frederica Wilson         |       | Démocrate   | Frederica Wilson         |       | Démocrate   |
| Floride              | 25e district      | Mario Diaz-Balart        |       | Républicain | Mario Diaz-Balart        |       | Républicain |
| Floride              | 26e district      | Carlos Curbelo           |       | Républicain | Carlos Curbelo           |       | Républicain |
| Floride              | 27e district      | Ileana Ros-Lehtinen      |       | Républicain | Ileana Ros-Lehtinen      |       | Républicain |
| Géorgie              | 1er district      | Buddy Carter             |       | Républicain | Buddy Carter             |       | Républicain |
| Géorgie              | 2e district       | Sanford Bishop           |       | Démocrate   | Sanford Bishop           |       | Démocrate   |
| Géorgie              | 3e district       | Lynn Westmoreland        |       | Républicain | Drew Ferguson            |       | Républicain |
| Géorgie              | 4e district       | Hank Johnson             |       | Démocrate   | Hank Johnson             |       | Démocrate   |
| Géorgie              | 5e district       | John Lewis               |       | Démocrate   | John Lewis               |       | Démocrate   |
| Géorgie              | 6e district       | Tom Price                |       | Républicain | Tom Price                |       | Républicain |
| Géorgie              | 7e district       | Rob Woodall              |       | Républicain | Rob Woodall              |       | Républicain |
| Géorgie              | 8e district       | Austin Scott             |       | Républicain | Austin Scott             |       | Républicain |
| Géorgie              | 9e district       | Doug Collins             |       | Républicain | Doug Collins             |       | Républicain |
| Géorgie              | 10e district      | Jody Hice                |       | Républicain | Jody Hice                |       | Républicain |
| Géorgie              | 11e district      | Barry Loudermilk         |       | Républicain | Barry Loudermilk         |       | Républicain |
| Géorgie              | 12e district      | Rick Allen               |       | Républicain | Rick Allen               |       | Républicain |
| Géorgie              | 13e district      | David Scott              |       | Démocrate   | David Scott              |       | Démocrate   |
| Géorgie              | 14e district      | Tom Graves               |       | Républicain | Tom Graves               |       | Républicain |
| Hawaï                | 1er district      | Vacant                   |       | Démocrate   | Colleen Hanabusa         |       | Démocrate   |
| Hawaï                | 2e district       | Tulsi Gabbard            |       | Démocrate   | Tulsi Gabbard            |       | Démocrate   |
| Idaho                | 1er district      | Raúl Labrador            |       | Républicain | Raúl Labrador            |       | Républicain |
| Idaho                | 2e district       | Mike Simpson             |       | Républicain | Mike Simpson             |       | Républicain |
| Illinois             | 1er district      | Bobby Rush               |       | Démocrate   | Bobby Rush               |       | Démocrate   |
| Illinois             | 2e district       | Robin Kelly              |       | Démocrate   | Robin Kelly              |       | Démocrate   |
| Illinois             | 3e district       | Dan Lipinski             |       | Démocrate   | Dan Lipinski             |       | Démocrate   |
| Illinois             | 4e district       | Luis Gutiérrez           |       | Démocrate   | Luis Gutiérrez           |       | Démocrate   |
| Illinois             | 5e district       | Michael Quigley          |       | Démocrate   | Michael Quigley          |       | Démocrate   |
| Illinois             | 6e district       | Peter Roskam             |       | Républicain | Peter Roskam             |       | Républicain |
| Illinois             | 7e district       | Danny Davis              |       | Démocrate   | Danny Davis              |       | Démocrate   |
| Illinois             | 8e district       | Tammy Duckworth          |       | Démocrate   | Raja Krishnamoorthi      |       | Démocrate   |
| Illinois             | 9e district       | Jan Schakowsky           |       | Démocrate   | Jan Schakowsky           |       | Démocrate   |
| Illinois             | 10e district      | Bob Dold                 |       | Républicain | Brad Schneider           |       | Démocrate   |
| Illinois             | 11e district      | Bill Foster              |       | Démocrate   | Bill Foster              |       | Démocrate   |
| Illinois             | 12e district      | Mike Bost                |       | Républicain | Mike Bost                |       | Républicain |
| Illinois             | 13e district      | Rodney Davis             |       | Républicain | Rodney Davis             |       | Républicain |
| Illinois             | 14e district      | Randy Hultgren           |       | Républicain | Randy Hultgren           |       | Républicain |
| Illinois             | 15e district      | John Shimkus             |       | Républicain | John Shimkus             |       | Républicain |
| Illinois             | 16e district      | Adam Kinzinger           |       | Républicain | Adam Kinzinger           |       | Républicain |
| Illinois             | 17e district      | Cheri Bustos             |       | Démocrate   | Cheri Bustos             |       | Démocrate   |
| Illinois             | 18e district      | Darin LaHood             |       | Républicain | Darin LaHood             |       | Républicain |
| Indiana              | 1er district      | Pete Visclosky           |       | Démocrate   | Pete Visclosky           |       | Démocrate   |
| Indiana              | 2e district       | Jackie Walorski          |       | Républicain | Jackie Walorski          |       | Républicain |
| Indiana              | 3e district       | Marlin Stutzman          |       | Républicain | Jim Banks                |       | Républicain |
| Indiana              | 4e district       | Todd Rokita              |       | Républicain | Todd Rokita              |       | Républicain |
| Indiana              | 5e district       | Susan Brooks             |       | Républicain | Susan Brooks             |       | Républicain |
| Indiana              | 6e district       | Luke Messer              |       | Républicain | Luke Messer              |       | Républicain |
| Indiana              | 7e district       | André Carson             |       | Démocrate   | André Carson             |       | Démocrate   |
| Indiana              | 8e district       | Larry Bucshon            |       | Républicain | Larry Bucshon            |       | Républicain |
| Indiana              | 9e district       | Todd Young               |       | Républicain | Trey Hollingsworth       |       | Républicain |
| Iowa                 | 1er district      | Rod Blum                 |       | Républicain | Rod Blum                 |       | Républicain |
| Iowa                 | 2e district       | Dave Loebsack            |       | Démocrate   | Dave Loebsack            |       | Démocrate   |
| Iowa                 | 3e district       | David Young              |       | Républicain | David Young              |       | Républicain |
| Iowa                 | 4e district       | Steve King               |       | Républicain | Steve King               |       | Républicain |
| Kansas               | 1er district      | Tim Huelskamp            |       | Républicain | Roger Marshall           |       | Républicain |
| Kansas               | 2e district       | Lynn Jenkins             |       | Républicain | Lynn Jenkins             |       | Républicain |
| Kansas               | 3e district       | Kevin Yoder              |       | Républicain | Kevin Yoder              |       | Républicain |
| Kansas               | 4e district       | Mike Pompeo              |       | Républicain | Mike Pompeo              |       | Républicain |
| Kentucky             | 1er district      | Vacant                   |       | Républicain | James Comer              |       | Républicain |
| Kentucky             | 2e district       | Brett Guthrie            |       | Républicain | Brett Guthrie            |       | Républicain |
| Kentucky             | 3e district       | John Yarmuth             |       | Démocrate   | John Yarmuth             |       | Démocrate   |
| Kentucky             | 4e district       | Thomas Massie            |       | Républicain | Thomas Massie            |       | Républicain |
| Kentucky             | 5e district       | Hal Rogers               |       | Républicain | Hal Rogers               |       | Républicain |
| Kentucky             | 6e district       | Andy Barr                |       | Républicain | Andy Barr                |       | Républicain |
| Louisiane            | 1er district      | Steve Scalise            |       | Républicain | Steve Scalise            |       | Républicain |
| Louisiane            | 2e district       | Cedric Richmond          |       | Démocrate   | Cedric Richmond          |       | Démocrate   |
| Louisiane            | 3e district       | Charles Boustany         |       | Républicain | Clay Higgins             |       | Républicain |
| Louisiane            | 4e district       | John Fleming             |       | Républicain | Mike Johnson             |       | Républicain |
| Louisiane            | 5e district       | Ralph Abraham            |       | Républicain | Ralph Abraham            |       | Républicain |
| Louisiane            | 6e district       | Garret Graves            |       | Républicain | Garret Graves            |       | Républicain |
| Maine                | 1er district      | Chellie Pingree          |       | Démocrate   | Chellie Pingree          |       | Démocrate   |
| Maine                | 2e district       | Bruce Poliquin           |       | Républicain | Bruce Poliquin           |       | Républicain |
| Maryland             | 1er district      | Andrew Harris            |       | Républicain | Andrew Harris            |       | Républicain |
| Maryland             | 2e district       | Dutch Ruppersberger      |       | Démocrate   | Dutch Ruppersberger      |       | Démocrate   |
| Maryland             | 3e district       | John Sarbanes            |       | Démocrate   | John Sarbanes            |       | Démocrate   |
| Maryland             | 4e district       | Donna Edwards            |       | Démocrate   | Anthony G. Brown         |       | Démocrate   |
| Maryland             | 5e district       | Steny Hoyer              |       | Démocrate   | Steny Hoyer              |       | Démocrate   |
| Maryland             | 6e district       | John Delaney             |       | Démocrate   | John Delaney             |       | Démocrate   |
| Maryland             | 7e district       | Elijah Cummings          |       | Démocrate   | Elijah Cummings          |       | Démocrate   |
| Maryland             | 8e district       | Chris Van Hollen         |       | Démocrate   | Jamie Raskin             |       | Démocrate   |
| Massachusetts        | 1er district      | Richard Neal             |       | Démocrate   | Richard Neal             |       | Démocrate   |
| Massachusetts        | 2e district       | Jim McGovern             |       | Démocrate   | Jim McGovern             |       | Démocrate   |
| Massachusetts        | 3e district       | Niki Tsongas             |       | Démocrate   | Niki Tsongas             |       | Démocrate   |
| Massachusetts        | 4e district       | Joe Kennedy              |       | Démocrate   | Joe Kennedy              |       | Démocrate   |
| Massachusetts        | 5e district       | Katherine Clark          |       | Démocrate   | Katherine Clark          |       | Démocrate   |
| Massachusetts        | 6e district       | Seth Moulton             |       | Démocrate   | Seth Moulton             |       | Démocrate   |
| Massachusetts        | 7e district       | Mike Capuano             |       | Démocrate   | Mike Capuano             |       | Démocrate   |
| Massachusetts        | 8e district       | Stephen Lynch            |       | Démocrate   | Stephen Lynch            |       | Démocrate   |
| Massachusetts        | 9e district       | Bill Keating             |       | Démocrate   | Bill Keating             |       | Démocrate   |
| Michigan             | 1er district      | Dan Benishek             |       | Républicain | Jack Bergman             |       | Républicain |
| Michigan             | 2e district       | Bill Huizenga            |       | Républicain | Bill Huizenga            |       | Républicain |
| Michigan             | 3e district       | Justin Amash             |       | Républicain | Justin Amash             |       | Républicain |
| Michigan             | 4e district       | John Moolenaar           |       | Républicain | John Moolenaar           |       | Républicain |
| Michigan             | 5e district       | Dan Kildee               |       | Démocrate   | Dan Kildee               |       | Démocrate   |
| Michigan             | 6e district       | Fred Upton               |       | Républicain | Fred Upton               |       | Républicain |
| Michigan             | 7e district       | Tim Walberg              |       | Républicain | Tim Walberg              |       | Républicain |
| Michigan             | 8e district       | Mike Bishop              |       | Républicain | Mike Bishop              |       | Républicain |
| Michigan             | 9e district       | Sander Levin             |       | Démocrate   | Sander Levin             |       | Démocrate   |
| Michigan             | 10e district      | Candice Miller           |       | Républicain | Paul Mitchell            |       | Républicain |
| Michigan             | 11e district      | Dave Trott               |       | Républicain | Dave Trott               |       | Républicain |
| Michigan             | 12e district      | Debbie Dingell           |       | Démocrate   | Debbie Dingell           |       | Démocrate   |
| Michigan             | 13e district      | John Conyers             |       | Démocrate   | John Conyers             |       | Démocrate   |
| Michigan             | 14e district      | Brenda Lawrence          |       | Démocrate   | Brenda Lawrence          |       | Démocrate   |
| Minnesota            | 1er district      | Tim Walz                 |       | Démocrate   | Tim Walz                 |       | Démocrate   |
| Minnesota            | 2e district       | John Kline               |       | Républicain | Jason Lewis              |       | Républicain |
| Minnesota            | 3e district       | Erik Paulsen             |       | Républicain | Erik Paulsen             |       | Républicain |
| Minnesota            | 4e district       | Betty McCollum           |       | Démocrate   | Betty McCollum           |       | Démocrate   |
| Minnesota            | 5e district       | Keith Ellison            |       | Démocrate   | Keith Ellison            |       | Démocrate   |
| Minnesota            | 6e district       | Tom Emmer                |       | Républicain | Tom Emmer                |       | Républicain |
| Minnesota            | 7e district       | Collin Peterson          |       | Démocrate   | Collin Peterson          |       | Démocrate   |
| Minnesota            | 8e district       | Rick Nolan               |       | Démocrate   | Rick Nolan               |       | Démocrate   |
| Mississippi          | 1er district      | Trent Kelly              |       | Républicain | Trent Kelly              |       | Républicain |
| Mississippi          | 2e district       | Bennie Thompson          |       | Démocrate   | Bennie Thompson          |       | Démocrate   |
| Mississippi          | 3e district       | Gregg Harper             |       | Républicain | Gregg Harper             |       | Républicain |
| Mississippi          | 4e district       | Steven Palazzo           |       | Républicain | Steven Palazzo           |       | Républicain |
| Missouri             | 1er district      | Lacy Clay                |       | Démocrate   | Lacy Clay                |       | Démocrate   |
| Missouri             | 2e district       | Ann Wagner               |       | Républicain | Ann Wagner               |       | Républicain |
| Missouri             | 3e district       | Blaine Luetkemeyer       |       | Républicain | Blaine Luetkemeyer       |       | Républicain |
| Missouri             | 4e district       | Vicky Hartzler           |       | Républicain | Vicky Hartzler           |       | Républicain |
| Missouri             | 5e district       | Emanuel Cleaver          |       | Démocrate   | Emanuel Cleaver          |       | Démocrate   |
| Missouri             | 6e district       | Sam Graves               |       | Républicain | Sam Graves               |       | Républicain |
| Missouri             | 7e district       | Billy Long               |       | Républicain | Billy Long               |       | Républicain |
| Missouri             | 8e district       | Jason Smith              |       | Républicain | Jason Smith              |       | Républicain |
| Montana              | District at-large | Ryan Zinke               |       | Républicain | Ryan Zinke               |       | Républicain |
| Nebraska             | 1er district      | Jeff Fortenberry         |       | Républicain | Jeff Fortenberry         |       | Républicain |
| Nebraska             | 2e district       | Brad Ashford             |       | Démocrate   | Don Bacon                |       | Républicain |
| Nebraska             | 3e district       | Adrian Smith             |       | Républicain | Adrian Smith             |       | Républicain |
| Nevada               | 1er district      | Dina Titus               |       | Démocrate   | Dina Titus               |       | Démocrate   |
| Nevada               | 2e district       | Mark Amodei              |       | Républicain | Mark Amodei              |       | Républicain |
| Nevada               | 3e district       | Joe Heck                 |       | Républicain | Jacky Rosen              |       | Démocrate   |
| Nevada               | 4e district       | Cresent Hardy            |       | Républicain | Ruben Kihuen             |       | Démocrate   |
| New Hampshire        | 1er district      | Frank Guinta             |       | Républicain | Carol Shea-Porter        |       | Démocrate   |
| New Hampshire        | 2e district       | Ann McLane Kuster        |       | Démocrate   | Ann McLane Kuster        |       | Démocrate   |
| New Jersey           | 1er district      | Donald Norcross          |       | Démocrate   | Donald Norcross          |       | Démocrate   |
| New Jersey           | 2e district       | Frank LoBiondo           |       | Républicain | Frank LoBiondo           |       | Républicain |
| New Jersey           | 3e district       | Tom MacArthur            |       | Républicain | Tom MacArthur            |       | Républicain |
| New Jersey           | 4e district       | Chris Smith              |       | Républicain | Chris Smith              |       | Républicain |
| New Jersey           | 5e district       | Scott Garrett            |       | Républicain | Josh Gottheimer          |       | Démocrate   |
| New Jersey           | 6e district       | Frank Pallone            |       | Démocrate   | Frank Pallone            |       | Démocrate   |
| New Jersey           | 7e district       | Leonard Lance            |       | Républicain | Leonard Lance            |       | Républicain |
| New Jersey           | 8e district       | Albio Sires              |       | Démocrate   | Albio Sires              |       | Démocrate   |
| New Jersey           | 9e district       | Bill Pascrell            |       | Démocrate   | Bill Pascrell            |       | Démocrate   |
| New Jersey           | 10e district      | Donald Payne Jr.         |       | Démocrate   | Donald Payne Jr.         |       | Démocrate   |
| New Jersey           | 11e district      | Rodney Frelinghuysen     |       | Républicain | Rodney Frelinghuysen     |       | Républicain |
| New Jersey           | 12e district      | Bonnie Watson Coleman    |       | Démocrate   | Bonnie Watson Coleman    |       | Démocrate   |
| New York             | 1er district      | Lee Zeldin               |       | Républicain | Lee Zeldin               |       | Républicain |
| New York             | 2e district       | Peter King               |       | Républicain | Peter King               |       | Républicain |
| New York             | 3e district       | Steve Israel             |       | Démocrate   | Tom Suozzi               |       | Démocrate   |
| New York             | 4e district       | Kathleen Rice            |       | Démocrate   | Kathleen Rice            |       | Démocrate   |
| New York             | 5e district       | Gregory Meeks            |       | Démocrate   | Gregory Meeks            |       | Démocrate   |
| New York             | 6e district       | Grace Meng               |       | Démocrate   | Grace Meng               |       | Démocrate   |
| New York             | 7e district       | Nydia Velázquez          |       | Démocrate   | Nydia Velázquez          |       | Démocrate   |
| New York             | 8e district       | Hakeem Jeffries          |       | Démocrate   | Hakeem Jeffries          |       | Démocrate   |
| New York             | 9e district       | Yvette Clarke            |       | Démocrate   | Yvette Clarke            |       | Démocrate   |
| New York             | 10e district      | Jerrold Nadler           |       | Démocrate   | Jerrold Nadler           |       | Démocrate   |
| New York             | 11e district      | Dan Donovan              |       | Républicain | Dan Donovan              |       | Républicain |
| New York             | 12e district      | Carolyn Maloney          |       | Démocrate   | Carolyn Maloney          |       | Démocrate   |
| New York             | 13e district      | Charles Rangel           |       | Démocrate   | Adriano Espaillat        |       | Démocrate   |
| New York             | 14e district      | Joseph Crowley           |       | Démocrate   | Joseph Crowley           |       | Démocrate   |
| New York             | 15e district      | José Serrano             |       | Démocrate   | José Serrano             |       | Démocrate   |
| New York             | 16e district      | Eliot Engel              |       | Démocrate   | Eliot Engel              |       | Démocrate   |
| New York             | 17e district      | Nita Lowey               |       | Démocrate   | Nita Lowey               |       | Démocrate   |
| New York             | 18e district      | Sean Patrick Maloney     |       | Démocrate   | Sean Patrick Maloney     |       | Démocrate   |
| New York             | 19e district      | Chris Gibson             |       | Républicain | John Faso                |       | Républicain |
| New York             | 20e district      | Paul Tonko               |       | Démocrate   | Paul Tonko               |       | Démocrate   |
| New York             | 21e district      | Elise Stefanik           |       | Républicain | Elise Stefanik           |       | Républicain |
| New York             | 22e district      | Richard Hanna            |       | Républicain | Claudia Tenney           |       | Républicain |
| New York             | 23e district      | Tom Reed                 |       | Républicain | Tom Reed                 |       | Républicain |
| New York             | 24e district      | John Katko               |       | Républicain | John Katko               |       | Républicain |
| New York             | 25e district      | Louise Slaughter         |       | Démocrate   | Louise Slaughter         |       | Démocrate   |
| New York             | 26e district      | Brian Higgins            |       | Démocrate   | Brian Higgins            |       | Démocrate   |
| New York             | 27e district      | Chris Collins            |       | Républicain | Chris Collins            |       | Républicain |
| Nouveau-Mexique      | 1er district      | Michelle Luján Grisham   |       | Démocrate   | Michelle Luján Grisham   |       | Démocrate   |
| Nouveau-Mexique      | 2e district       | Steve Pearce             |       | Républicain | Steve Pearce             |       | Républicain |
| Nouveau-Mexique      | 3e district       | Ben Ray Luján            |       | Démocrate   | Ben Ray Luján            |       | Démocrate   |
| Ohio                 | 1er district      | Steve Chabot             |       | Républicain | Steve Chabot             |       | Républicain |
| Ohio                 | 2e district       | Brad Wenstrup            |       | Républicain | Brad Wenstrup            |       | Républicain |
| Ohio                 | 3e district       | Joyce Beatty             |       | Démocrate   | Joyce Beatty             |       | Démocrate   |
| Ohio                 | 4e district       | Jim Jordan               |       | Républicain | Jim Jordan               |       | Républicain |
| Ohio                 | 5e district       | Bob Latta                |       | Républicain | Bob Latta                |       | Républicain |
| Ohio                 | 6e district       | Bill Johnson             |       | Républicain | Bill Johnson             |       | Républicain |
| Ohio                 | 7e district       | Bob Gibbs                |       | Républicain | Bob Gibbs                |       | Républicain |
| Ohio                 | 8e district       | Warren Davidson          |       | Républicain | Warren Davidson          |       | Républicain |
| Ohio                 | 9e district       | Marcy Kaptur             |       | Démocrate   | Marcy Kaptur             |       | Démocrate   |
| Ohio                 | 10e district      | Mike Turner              |       | Républicain | Mike Turner              |       | Républicain |
| Ohio                 | 11e district      | Marcia Fudge             |       | Démocrate   | Marcia Fudge             |       | Démocrate   |
| Ohio                 | 12e district      | Pat Tiberi               |       | Républicain | Pat Tiberi               |       | Républicain |
| Ohio                 | 13e district      | Tim Ryan                 |       | Démocrate   | Tim Ryan                 |       | Démocrate   |
| Ohio                 | 14e district      | David Joyce              |       | Républicain | David Joyce              |       | Républicain |
| Ohio                 | 15e district      | Steven Stivers           |       | Républicain | Steven Stivers           |       | Républicain |
| Ohio                 | 16e district      | Jim Renacci              |       | Républicain | Jim Renacci              |       | Républicain |
| Oklahoma             | 1er district      | Jim Bridenstine          |       | Républicain | Jim Bridenstine          |       | Républicain |
| Oklahoma             | 2e district       | Markwayne Mullin         |       | Républicain | Markwayne Mullin         |       | Républicain |
| Oklahoma             | 3e district       | Frank Lucas              |       | Républicain | Frank Lucas              |       | Républicain |
| Oklahoma             | 4e district       | Tom Cole                 |       | Républicain | Tom Cole                 |       | Républicain |
| Oklahoma             | 5e district       | Steve Russell            |       | Républicain | Steve Russell            |       | Républicain |
| Oregon               | 1er district      | Suzanne Bonamici         |       | Démocrate   | Suzanne Bonamici         |       | Démocrate   |
| Oregon               | 2e district       | Greg Walden              |       | Républicain | Greg Walden              |       | Républicain |
| Oregon               | 3e district       | Earl Blumenauer          |       | Démocrate   | Earl Blumenauer          |       | Démocrate   |
| Oregon               | 4e district       | Peter DeFazio            |       | Démocrate   | Peter DeFazio            |       | Démocrate   |
| Oregon               | 5e district       | Kurt Schrader            |       | Démocrate   | Kurt Schrader            |       | Démocrate   |
| Pennsylvanie         | 1er district      | Bob Brady                |       | Démocrate   | Bob Brady                |       | Démocrate   |
| Pennsylvanie         | 2e district       | Vacant                   |       | Démocrate   | Dwight Evans             |       | Démocrate   |
| Pennsylvanie         | 3e district       | Mike Kelly               |       | Républicain | Mike Kelly               |       | Républicain |
| Pennsylvanie         | 4e district       | Scott Perry              |       | Républicain | Scott Perry              |       | Républicain |
| Pennsylvanie         | 5e district       | Glenn Thompson           |       | Républicain | Glenn Thompson           |       | Républicain |
| Pennsylvanie         | 6e district       | Ryan Costello            |       | Républicain | Ryan Costello            |       | Républicain |
| Pennsylvanie         | 7e district       | Pat Meehan               |       | Républicain | Pat Meehan               |       | Républicain |
| Pennsylvanie         | 8e district       | Mike Fitzpatrick         |       | Républicain | Brian Fitzpatrick        |       | Républicain |
| Pennsylvanie         | 9e district       | Bill Shuster             |       | Républicain | Bill Shuster             |       | Républicain |
| Pennsylvanie         | 10e district      | Tom Marino               |       | Républicain | Tom Marino               |       | Républicain |
| Pennsylvanie         | 11e district      | Lou Barletta             |       | Républicain | Lou Barletta             |       | Républicain |
| Pennsylvanie         | 12e district      | Keith Rothfus            |       | Républicain | Keith Rothfus            |       | Républicain |
| Pennsylvanie         | 13e district      | Brendan Boyle            |       | Démocrate   | Brendan Boyle            |       | Démocrate   |
| Pennsylvanie         | 14e district      | Mike Doyle               |       | Démocrate   | Mike Doyle               |       | Démocrate   |
| Pennsylvanie         | 15e district      | Charlie Dent             |       | Républicain | Charlie Dent             |       | Républicain |
| Pennsylvanie         | 16e district      | Joe Pitts                |       | Républicain | Lloyd Smucker            |       | Républicain |
| Pennsylvanie         | 17e district      | Matt Cartwright          |       | Démocrate   | Matt Cartwright          |       | Démocrate   |
| Pennsylvanie         | 18e district      | Tim Murphy               |       | Républicain | Tim Murphy               |       | Républicain |
| Rhode Island         | 1er district      | David Cicilline          |       | Démocrate   | David Cicilline          |       | Démocrate   |
| Rhode Island         | 2e district       | James Langevin           |       | Démocrate   | James Langevin           |       | Démocrate   |
| Tennessee            | 1er district      | Phil Roe                 |       | Républicain | Phil Roe                 |       | Républicain |
| Tennessee            | 2e district       | Jimmy Duncan             |       | Républicain | Jimmy Duncan             |       | Républicain |
| Tennessee            | 3e district       | Chuck Fleischmann        |       | Républicain | Chuck Fleischmann        |       | Républicain |
| Tennessee            | 4e district       | Scott DesJarlais         |       | Républicain | Scott DesJarlais         |       | Républicain |
| Tennessee            | 5e district       | Jim Cooper               |       | Démocrate   | Jim Cooper               |       | Démocrate   |
| Tennessee            | 6e district       | Diane Black              |       | Républicain | Diane Black              |       | Républicain |
| Tennessee            | 7e district       | Marsha Blackburn         |       | Républicain | Marsha Blackburn         |       | Républicain |
| Tennessee            | 8e district       | Stephen Fincher          |       | Républicain | David Kustoff            |       | Républicain |
| Tennessee            | 9e district       | Steve Cohen              |       | Démocrate   | Steve Cohen              |       | Démocrate   |
| Texas                | 1er district      | Louie Gohmert            |       | Républicain | Louie Gohmert            |       | Républicain |
| Texas                | 2e district       | Ted Poe                  |       | Républicain | Ted Poe                  |       | Républicain |
| Texas                | 3e district       | Sam Johnson              |       | Républicain | Sam Johnson              |       | Républicain |
| Texas                | 4e district       | John Ratcliffe           |       | Républicain | John Ratcliffe           |       | Républicain |
| Texas                | 5e district       | Jeb Hensarling           |       | Républicain | Jeb Hensarling           |       | Républicain |
| Texas                | 6e district       | Joe Barton               |       | Républicain | Joe Barton               |       | Républicain |
| Texas                | 7e district       | John Culberson           |       | Républicain | John Culberson           |       | Républicain |
| Texas                | 8e district       | Kevin Brady              |       | Républicain | Kevin Brady              |       | Républicain |
| Texas                | 9e district       | Al Green                 |       | Démocrate   | Al Green                 |       | Démocrate   |
| Texas                | 10e district      | Michael McCaul           |       | Républicain | Michael McCaul           |       | Républicain |
| Texas                | 11e district      | Mike Conaway             |       | Républicain | Mike Conaway             |       | Républicain |
| Texas                | 12e district      | Kay Granger              |       | Républicain | Kay Granger              |       | Républicain |
| Texas                | 13e district      | Mac Thornberry           |       | Républicain | Mac Thornberry           |       | Républicain |
| Texas                | 14e district      | Randy Weber              |       | Républicain | Randy Weber              |       | Républicain |
| Texas                | 15e district      | Ruben Hinojosa           |       | Démocrate   | Vicente Gonzalez         |       | Démocrate   |
| Texas                | 16e district      | Beto O'Rourke            |       | Démocrate   | Beto O'Rourke            |       | Démocrate   |
| Texas                | 17e district      | Bill Flores              |       | Républicain | Bill Flores              |       | Républicain |
| Texas                | 18e district      | Sheila Jackson Lee       |       | Démocrate   | Sheila Jackson Lee       |       | Démocrate   |
| Texas                | 19e district      | Randy Neugebauer         |       | Républicain | Jodey Arrington          |       | Républicain |
| Texas                | 20e district      | Joaquin Castro           |       | Démocrate   | Joaquin Castro           |       | Démocrate   |
| Texas                | 21e district      | Lamar Smith              |       | Républicain | Lamar Smith              |       | Républicain |
| Texas                | 22e district      | Pete Olson               |       | Républicain | Pete Olson               |       | Républicain |
| Texas                | 23e district      | Will Hurd                |       | Républicain | Will Hurd                |       | Républicain |
| Texas                | 24e district      | Kenny Marchant           |       | Républicain | Kenny Marchant           |       | Républicain |
| Texas                | 25e district      | Roger Williams           |       | Républicain | Roger Williams           |       | Républicain |
| Texas                | 26e district      | Michael Burgess          |       | Républicain | Michael Burgess          |       | Républicain |
| Texas                | 27e district      | Blake Farenthold         |       | Républicain | Blake Farenthold         |       | Républicain |
| Texas                | 28e district      | Henry Cuellar            |       | Démocrate   | Henry Cuellar            |       | Démocrate   |
| Texas                | 29e district      | Gene Green               |       | Démocrate   | Gene Green               |       | Démocrate   |
| Texas                | 30e district      | Eddie Bernice Johnson    |       | Démocrate   | Eddie Bernice Johnson    |       | Démocrate   |
| Texas                | 31e district      | John Carter              |       | Républicain | John Carter              |       | Républicain |
| Texas                | 32e district      | Pete Sessions            |       | Républicain | Pete Sessions            |       | Républicain |
| Texas                | 33e district      | Marc Veasey              |       | Démocrate   | Marc Veasey              |       | Démocrate   |
| Texas                | 34e district      | Filemon Vela             |       | Démocrate   | Filemon Vela             |       | Démocrate   |
| Texas                | 35e district      | Lloyd Doggett            |       | Démocrate   | Lloyd Doggett            |       | Démocrate   |
| Texas                | 36e district      | Brian Babin              |       | Républicain | Brian Babin              |       | Républicain |
| Utah                 | 1er district      | Rob Bishop               |       | Républicain | Rob Bishop               |       | Républicain |
| Utah                 | 2e district       | Chris Stewart            |       | Républicain | Chris Stewart            |       | Républicain |
| Utah                 | 3e district       | Jason Chaffetz           |       | Républicain | Jason Chaffetz           |       | Républicain |
| Utah                 | 4e district       | Mia Love                 |       | Républicain | Mia Love                 |       | Républicain |
| Vermont              | District at-large | Peter Welch              |       | Démocrate   | Peter Welch              |       | Démocrate   |
| Virginie             | 1er district      | Rob Wittman              |       | Républicain | Rob Wittman              |       | Républicain |
| Virginie             | 2e district       | Scott Rigell             |       | Républicain | Scott Taylor             |       | Républicain |
| Virginie             | 3e district       | Bobby Scott              |       | Démocrate   | Bobby Scott              |       | Démocrate   |
| Virginie             | 4e district       | Randy Forbes             |       | Républicain | Donald McEachin          |       | Démocrate   |
| Virginie             | 5e district       | Robert Hurt              |       | Républicain | Tom Garrett              |       | Républicain |
| Virginie             | 6e district       | Bob Goodlatte            |       | Républicain | Bob Goodlatte            |       | Républicain |
| Virginie             | 7e district       | Dave Brat                |       | Républicain | Dave Brat                |       | Républicain |
| Virginie             | 8e district       | Don Beyer                |       | Démocrate   | Don Beyer                |       | Démocrate   |
| Virginie             | 9e district       | Morgan Griffith          |       | Républicain | Morgan Griffith          |       | Républicain |
| Virginie             | 10e district      | Barbara Comstock         |       | Républicain | Barbara Comstock         |       | Républicain |
| Virginie             | 11e district      | Gerry Connolly           |       | Démocrate   | Gerry Connolly           |       | Démocrate   |
| Virginie-Occidentale | 1er district      | David McKinley           |       | Républicain | David McKinley           |       | Républicain |
| Virginie-Occidentale | 2e district       | Alex Mooney              |       | Républicain | Alex Mooney              |       | Républicain |
| Virginie-Occidentale | 3e district       | Evan Jenkins             |       | Républicain | Evan Jenkins             |       | Républicain |
| Washington           | 1er district      | Suzan DelBene            |       | Démocrate   | Suzan DelBene            |       | Démocrate   |
| Washington           | 2e district       | Rick Larsen              |       | Démocrate   | Rick Larsen              |       | Démocrate   |
| Washington           | 3e district       | Jaime Herrera Beutler    |       | Républicain | Jaime Herrera Beutler    |       | Républicain |
| Washington           | 4e district       | Dan Newhouse             |       | Républicain | Dan Newhouse             |       | Républicain |
| Washington           | 5e district       | Cathy McMorris Rodgers   |       | Républicain | Cathy McMorris Rodgers   |       | Républicain |
| Washington           | 6e district       | Derek Kilmer             |       | Démocrate   | Derek Kilmer             |       | Démocrate   |
| Washington           | 7e district       | Jim McDermott            |       | Démocrate   | Pramila Jayapal          |       | Démocrate   |
| Washington           | 8e district       | Dave Reichert            |       | Républicain | Dave Reichert            |       | Républicain |
| Washington           | 9e district       | Adam Smith               |       | Démocrate   | Adam Smith               |       | Démocrate   |
| Washington           | 10e district      | Dennis Heck              |       | Démocrate   | Dennis Heck              |       | Démocrate   |
| Wisconsin            | 1er district      | Paul Ryan                |       | Républicain | Paul Ryan                |       | Républicain |
| Wisconsin            | 2e district       | Mark Pocan               |       | Démocrate   | Mark Pocan               |       | Démocrate   |
| Wisconsin            | 3e district       | Ron Kind                 |       | Démocrate   | Ron Kind                 |       | Démocrate   |
| Wisconsin            | 4e district       | Gwen Moore               |       | Démocrate   | Gwen Moore               |       | Démocrate   |
| Wisconsin            | 5e district       | Jim Sensenbrenner        |       | Républicain | Jim Sensenbrenner        |       | Républicain |
| Wisconsin            | 6e district       | Glenn Grothman           |       | Républicain | Glenn Grothman           |       | Républicain |
| Wisconsin            | 7e district       | Sean Duffy               |       | Républicain | Sean Duffy               |       | Républicain |
| Wisconsin            | 8e district       | Reid Ribble              |       | Républicain | Mike Gallagher           |       | Républicain |
| Wyoming              | District at-large | Cynthia Lummis           |       | Républicain | Liz Cheney               |       | Républicain |

## Résultats par territoires non incorporés
| Territoire                  | District cong.    | Représentant sortant    | Parti | Parti       | Représentant élu        | Parti | Parti       |
| --------------------------- | ----------------- | ----------------------- | ----- | ----------- | ----------------------- | ----- | ----------- |
| Samoa américaines           | District at-large | Amata Coleman Radewagen |       | Républicain | Amata Coleman Radewagen |       | Républicain |
| Washington D.C.             | District at-large | Eleanor Holmes Norton   |       | Démocrate   | Eleanor Holmes Norton   |       | Démocrate   |
| Guam                        | District at-large | Madeleine Bordallo      |       | Démocrate   | Madeleine Bordallo      |       | Démocrate   |
| Îles Mariannes du Nord      | District at-large | Gregorio Sablan         |       | Indépendant | Gregorio Sablan         |       | Indépendant |
| Porto Rico                  | District at-large | Pedro Pierluisi         |       | NPP         | Jenniffer González      |       | NPP         |
| Îles Vierges des États-Unis | District at-large | Stacey Plaskett         |       | Démocrate   | Stacey Plaskett         |       | Démocrate   |